# Karl von Schwartz (Theologe, 1847)
Karl von Schwartz (* 18. Mai 1847 in Benkendorf, Provinz Sachsen; † 24. April 1923 in Querum) war ein deutscher lutherischer Theologe und Direktor der Leipziger Mission.

## Herkunft
Er entstammt der 1801 geadelten Familie Schwartz. Den Adel erhielt der dänische Etatsrat Johann Friedrich Schwartz (* 21. Oktober 1733; † 29. November 1807). Seine Eltern waren der braunschweigische Oberamtmann August von Schwartz (* 12. Juni 1813; † 2. November 1888) und dessen Ehefrau Johanna Therese Stavenhagen (* 13. März 1817; † 25. August 1877).

## Leben
Während seines Studiums wurde von Schwartz 1865 Mitglied der Burschenschaft Germania Erlangen. Er wurde zum Dr. theol. promoviert.
Im Dienst der Braunschweigischen Kirche stehend war Schwartz bis 1883 Pfarrer in Erkerode. Von dort ging er nach Cremlingen, wo er Superintendent wurde. Er war ein streng konfessioneller Lutheraner und gründete 1887 die Evangelisch-lutherische Vereinigung im Lande Braunschweig.
1891 wurde von Schwartz Nachfolger von Julius Hardeland als Direktor der Leipziger Missionsgesellschaft. In die Zeit seines Wirkens fallen die Einführung einer Missionarswitwenkasse und die Ausweitung des Missionsfeldes. Zusätzlich zu Indien kam 1893 Deutsch-Ostafrika hinzu. Außerdem wurde von Schwartz zum Förderer der Frauenmissionsarbeit. Dazu begann er eine Zusammenarbeit mit dem Diakonissenmutterhaus Neuendettelsau unter der Leitung von Friedrich Meyer. Später kamen die Diakonissenhäuser Dresden, Hannover, Darmstadt, Ludwigslust und Leipzig hinzu. Zur Finanzierung dieser Arbeit wurden an verschiedenen Orten Frauenmissionsvereine gegründet und diese miteinander vernetzt. Des Weiteren fällt in die Wirkenszeit von Schwartz’ die Aussendung des ersten Missionsarztes. 1911 wurde Carl Paul sein Amtsnachfolger.
Von Schwartz nahm noch einmal eine Pfarrstelle in Querum, einem heutigen Stadtteil von Braunschweig, an und starb dort 1923.

## Familie
Schwartz heiratete am 16. Juli 1872 in Rhoden Dorothea Maria Magdalen Schirks (* 12. September 1842). Das Paar hatte mehrere Kinder.
Sein Sohn Karl August (1873–1943) und sein Enkel Karl Adolf (1907–1994) wurden ebenfalls lutherische Pfarrer. Ersterer war Propst des Braunschweiger Doms. Beide waren während der Zeit des Nationalsozialismus auf Seiten der Bekennenden Kirche am Kirchenkampf beteiligt.
Sein Sohn Christian Clemens Ferdinand (* 29. Dezember 1878) wurde Jurist und die Tochter Lydia Cäciele Agnes (* 26. August 1880) heiratete den Theologen Johannes von Walter (1876–1940).